# Jokeren (rapper)
 For alternative betydninger, se Jokeren. (Se også artikler, som begynder med Jokeren)
Jesper Dahl (født 13. juni 1973 på Nørrebro, men er opvokset i Hillerød), bedre kendt under kunstnernavnet Jokeren, er en dansk rapper, producer, skuespiller, tv-vært og kunstner. Han har brugt flere forskellige alias, blandt andre Joker Jay, Den Dræbende Joke og Gigolo Jesus. Som 12-årig dannede han sammen med Rasmus Berg, Nicholas Kvaran og Blæs Bukki producergruppen Madness 4 Real. Gruppen tog til Los Angeles i 1992 og producerede musik for blandt andre Ice Cube, Rakim, Mack 10 og Eazy-E.
I 1995 forlod Blæs Bukki gruppen og blev medlem af Malk de Koijn. Selv om Madness 4 Real havde succes i USA, fik gruppen dog ikke den lovede løn. I 1996 vendte de tilbage til Danmark, hvor de dannede deres eget hip hop-pladeselskab 5 Svin Records. Under navnet Den Gale Pose udgav de i samme år ep'en "Flere ho's" og debutalbummet Mod Rov. I 1998 skrev de under på en kontrakt med Warner Musics danske afdeling, som det år udgav albummet Sådan Er Reglerne. Albummet blev solgt i 38.000 eksemplarer og indeholdt hittet "Spændt Op Til Lir", der gjorde Den Gale Pose landskendt.
Jokeren gik solo i 2003 og hittede med "Havnen" og "Kvinde Din" fra albummet Alpha Han, som er produceret af Ezi Cut . Alpha Han blev fremragende anmeldt og solgte 34.000 eksemplarer og blev hædret med en Danish Music Award i 2004 som Årets Hiphopudgivelse. Samme år udkom hans raptekster fra 1994-2003 i bogen Storby Stodder. I 2005 startede han sit eget pladeselskab, Flamingo Records, i samarbejde med Universal Records. Samme år udkom hans andet soloalbum Gigolo Jesus, der i 2006 modtog guldcertifikat for at have solgt 20.000 eksemplarer. I musikvideoen til "Godt Taget" medvirkede forfatteren  Hanne-Vibeke Holst, der tidligere har kritiseret Jokerens brug af ord som "ho" og "møgluder".
I 2006 debuterede han som skuespiller i Hella Joofs komedie Fidibus, hvor han spillede en større rolle som en gal narkohandler. I 2009 udgav han sit tredje soloalbum Den tørstige digter, der indeholder hittet "Sig Ja", hvor også Joey Moe medvirker. Jokeren var dommer i Talent 2009 og Talent 2010.
I 2021 begyndte han at male og har blandt andet udstillet på Listasavn, Færøernes National Galleri, og Davis Gallery i Bredgade. Han er især kendt for billedet “Last Man Standing”.
Jokeren har tidligere dannet par med sangerinden Szhirley. I 2008 fødte hans daværende kæreste Kamilla Bryndum parrets datter, Chili Tallulah. Parret gik dog fra hinanden i 2009.
Jokeren har en passion for heste, og har gået til trav on/off i 15 år. Han ejer sammen med nogle venner 6 heste i "Stald Jokeren" som han også lægger navn til. I 2015 spillede han for anden gang til Dansk Trav Derby.
I 2017 vandt Stald Jokeren Dansk Trav Derby og også det prestigefyldte løb, Jysk 4-årings Grand Prix med hesten Bvlgari Peak, som blev trænet og kørt af travlegenden Steen Juul.

## Opvækst
Jesper Dahl er opvokset i et akademikerhjem i det østlige af Hillerød, hvor han gik på den nærtliggende skole, Kulsvierskolen, men udviklede tidligt skoletræthed og blev efterhånden lidt af en rod.
Han er autodidakt og har ikke taget nogen formel uddannelse, men afsluttede sin skolegang med en HF-eksamen på Frederiksborg Gymnasium og HF – også beliggende i Hillerød. Som 12-årig dannede han gruppen Madness For Real sammen med Rasmus Berg, Nicoloas Kvaran og Blæs Bukki, der senere blev medlem af Den Gale Pose.

## Karriere
I 1992 tog gruppen til Los Angeles, hvor de producerede musik for kunstnere som Ice Cube, Eazy-E og Rakim.
Efter tre år i USA vendte gruppen hjem til Danmark og skiftede navn til Den Gale Pose. Den 11. november 1996 udgav gruppen deres første album Mod Rov og i 1998 udgav de deres andet album Sådan Er Reglerne der indeholdte succes hittet "Spændt Op Til Lir".
Gruppen udgav deres tredje og sidste album Definition Af En Stodder i 2001. Den Gale Pose blev tildelt 5 DMA'er. Efter succesen med Den Gale Pose, valgte Jokeren at gå solo. I 2003 udgav han soloalbummet Alpha Han, der blandt andet indeholdte succes hittet Havnen. Albummet blev kritikerrost for lyrikken, og han er generelt ofte blevet fremhævet for sin nyskabende lyrik, hvilket resulterede i at Jokeren blev hædret med to Steppeulve, bl.a. Årets mandlige vokalist. Selv omtaler han sig som rytmisk poet. Senere på året udgav Jokeren bogen Storby Stodder indeholdende hans samlede lyrik fra perioden 1994-2003.
I 2005 startede Jokeren i samarbejde med Universal Music sit eget pladeselskab ved navn Flamingo Records. Idéen med pladeselskabet er at spotte, signe og promovere nye talenter på musikscenen.
Hans andet soloalbum Gigolo Jesus, der bl.a. indeholder hittet Godt Taget, udkom i 2005. Ved den lejlighed blev hans tilhørsforhold til kristendommen offentligt kendt. Da en avis opfordrede ham til at skrive en mail til Gud, lavede han en rapversion af Fadervor, hvis sidste del lyder:

Jeg ved du altid har min ryg, når jeg har fucked up, og på samme måde vil jeg altid have mine homies ryg, når de er på skideren, og endda tilgive dem, der kopierer mine CDer.

Fristelserne lurer overalt i min del af byen, men giv mig styrke, mod og visdom til at forvandle dem til inspiration i stedet.

Pas godt på dem jeg elsker, dem jeg ikke elsker og selv på dem, som playhater på mig.

For evigt, der.

Amen.

I 2006 debuterede Dahl som skuespiller i den danske film Fidibus af Hella Joof.
I 2009 udkom hans tredje soloalbum Den Tørstige Digter det indeholder hittet "Sig Ja".
I september 2010 udkom Jokerens jazz gruppe Grafisk Musik, med deres første album. Gruppen består af Poul Reimann, Niclas Campagnol og Peter Stenbæk. 
Jokeren var dommer i Talent 2009 og Talent 2010.
I foråret 2011 deltog han i TV 2-programmet Toppen af Poppen, sammen med Szhirley, Erann DD, Lars H.U.G., Dorthe Kollo og Anna David. Programmet forgik i Mexico i 10 dage på et resort. Her skulle kunstnerne fortolke og optræde med hinandens sange. Programmets popularitet resulterede i cd-udgivelsen Toppen af Poppen. Senere i 2011 lagde han stemme til Ulf i animationsfilmen
Jensen & Jensen.
I sommeren 2012 udgiver Jokeren sin anden bog med titlen Det er bare ord. 
Bogen er en stykke bekendelseslitteratur, der tager udgangspunkt i liv i 94 kapitler.

## Privatliv
Dahl har tidligere dannet par med sangerinden Szhirley. Han har desuden datteren Chili Talulah, som han hylder i sangen "Kun os to". Han danner i dag par med lægen Laura Hauerberg.

## Diskografi

### Album
- 2003 – Alpha Han
- 2005 – Gigolo Jesus
- 2009 – Den tørstige digter
- 2014 – Dansker
- 2019 – Glædesbringeren

### Singler
- 2003 "Havnen"
- 2003 "Kvinde Din"
- 2003 "Sulten"
- 2004 "Det Ku Ha Været Dig"
- 2005 "Godt Taget"
- 2005 "Gravøl" (feat. L.O.C., Niarn)
- 2005 "Rastløs"
- 2005 "Mænds Ruin"
- 2008 "Yæssør"
- 2009 "Sig Ja"
- 2009 "Gå væk" (feat. Blæs Bukki)
- 2013 "Ghettofeber" (feat. Benjamin Kissi)
- 2014: "Normalt" (feat. Murro)
- 2014: "Kun os to" (feat. Pauline)

### Featuring på
- 2012 "Jeg Er Judas" Prestige, Paranoia, Persona Vol. 1, L.O.C.)

## Filmografi
- 2006 - Fidibus
- 2011 - Jensen & Jensen (stemme)